# Lybiini
Lybiini – plemię ptaków z podrodziny wąsali (Lybiinae) w rodzinie tukanowatych (Ramphastidae).

## Zasięg występowania
Plemię obejmuje gatunki występujące w Afryce.

## Systematyka
Do plemienia należą następujące rodzaje:
- Buccanodon G.R. Gray, 1855 – jedynym przedstawicielem jest Buccanodon duchaillui (Cassin, 1855) – wąsalik
- Cryptolybia Clancey, 1979 – jedynym przedstawicielem jest Cryptolybia olivacea (Shelley, 1880) – oliwkobrodal
- Gymnobucco Bonaparte, 1850
- Stactolaema C.H.T. Marshall & G.F.L. Marshall, 1870
- Pogoniulus Lafresnaye, 1842
- Tricholaema J. Verreaux & E. Verreaux, 1855
- Lybius Hermann, 1783
- Pogonornis Billberg, 1828
- Trachylaemus Reichenow, 1891 – jedynym przedstawicielem jest Trachylaemus purpuratus (J. Verreaux & E. Verreaux, 1851) – żółtodziób